# حبيبي نائما (فلم)
حبيبي نائماً فيلم مصري إنتاج عام 2008.
الفيلم مقتبس من الفيلم الأمريكي هال السطحي، والمفارقة أن الفلمين الأمريكي والمصري فشلا أثناء عرضهما في السينما.[بحاجة لمصدر] أما عنوان الفيلم فهو مستوحى من فيلم مصري أُنتج عام 1980 اسمه حبيبي دائماً.

## قصة الفيلم
تتحدث قصة الفيلم عن «رامز» الشخص العصبي الذي يعجب بـ «نسمة»، ولكنه لا يراها بشكلها الحقيقي السمين. بل يرى ما بداخلها من جمال فتبدو له رشيقة، وتتوالى الأحداث.

## الممثلون
- خالد أبو النجا: رامز
- مي عز الدين: نسمة
- حسن حسني: والد نسمة
- مروة عبد المنعم: سارة ابنة عم نسمة
- نهلة زكي: جميلة
- مصطفى هريدي: سامح صديق رامز
- عزت أبو عوف: والد رامز
- رضا حامد: بركات
- ماجد محروس

## روابط خارجية
- مقالات تستعمل روابط فنية بلا صلة مع ويكي بيانات